# Knockin' At The Door
『Knockin’At The Door』（ノッキン・アット・ザ・ドア）は、Frends of Love The Earth Projectのシングル。2006年11月1日にARTIMAGE RECORDSからリリースされた。（XNAR-30004）

## 解説
- 表題曲は、愛・地球博の閉幕1周年を記念したコンサート「Friends of Love The Earth 2006」で披露された楽曲。
- 松任谷由実、雪蓮三姉妹（シュエリエン）、FAR EAST RHYMERS、MC Sniperがボーカルで参加している。
- 2013年現在、Frends of Love The Earth Projectとしての作品は、本作が最後となっている。

## 収録曲
1. Knockin’At The Door（オールスター・バージョン）
2. Knockin’At The Door（日本語バージョン）
3. Knockin’At The Door（韓国語バージョン）
4. Knockin’At The Door（英語バージョン）
5. Knockin’At The Door（inst.）

作詞：松任谷由実、TWO-K、Shinya、MC SNIPER　作曲：EAGER LUSH

## 関連作品
- Smile again
  - 前年に発表された、Frends of Love The Earthの楽曲。